# Ramón Novarro
José Ramón Gil Samaniego (Victoria de Durango, Durango, 6 de febrero de 1899-Hollywood, California, 30 de octubre de 1968), conocido como Ramón Novarro, fue un actor mexicano. Se le reconoce como uno de los grandes Latin Lover del cine mudo estadounidense, así también como por ser el primer actor hispanoamericano en triunfar en Hollywood.[cita requerida]

## Biografía y carrera
Nació en el seno de una familia acomodada. Su padre era dentista, y huyó a Los Ángeles tras escapar de la Revolución mexicana. Primo de Dolores del Río, Novarro empezó su carrera cinematográfica en 1916 dirigido por Cecil B. DeMille; entonces complementaba sus ingresos trabajando como profesor de piano, camarero y cantante. El director Rex Ingram y la esposa de este, la actriz Alice Terry, empezaron a promocionarlo como rival de Rodolfo Valentino; fue entonces cuando Ingram le sugirió cambiar su apellido a Novarro. Ramón eligió su nombre artístico en alusión a un amigo, Gabriel Navarro, quien décadas después sería abuelo del famoso guitarrista de rock Dave Navarro.

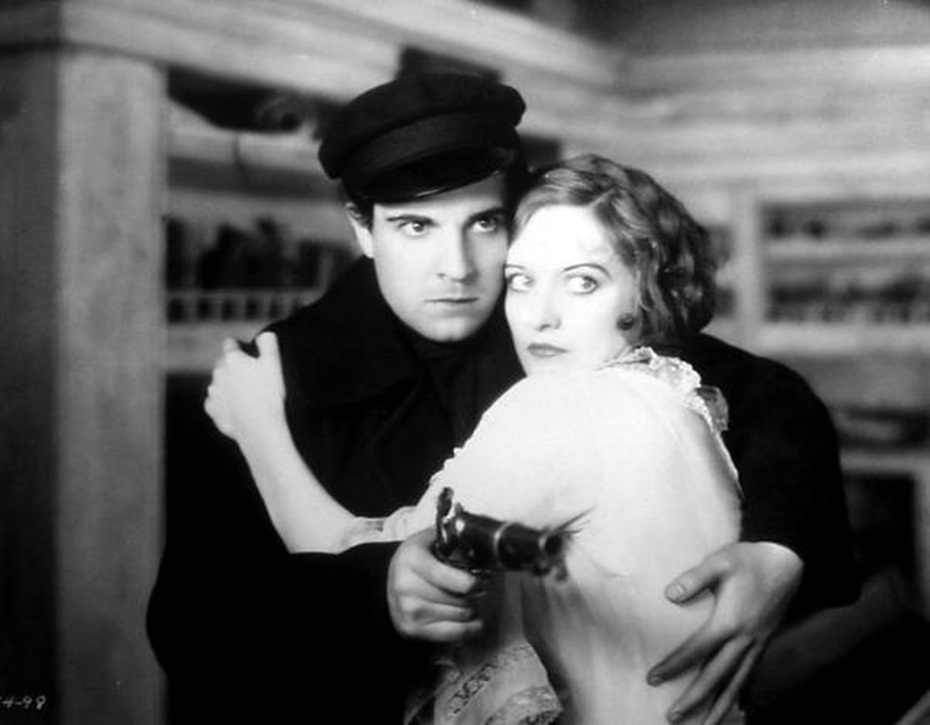
Con Joan Crawford, en Across to Singapore (1928)

Desde 1923 Novarro empezó a actuar en roles más importantes. Su papel en Scaramouche (1923) significó para él su primer éxito importante. En 1925 alcanzó su mayor éxito como protagonista en Ben-Hur, causando su vestuario gran sensación. Fue ahí cuando Novarro alcanzó el estrellato de élite de Hollywood y fue erigido como rival de Rodolfo Valentino. Su rivalidad fue difundida artificialmente por la prensa, ya que en realidad Novarro y Valentino se conocían muy poco. Al fallecer Valentino prematuramente en 1926, Ramón Novarro se convirtió en el actor latino más importante del medio, y el cambio del cine mudo al sonoro no afectó su éxito. Se especializó en musicales y en 1931 llegó a coprotagonizar uno de los títulos clásicos de Greta Garbo: Mata Hari. Disfrutaba de un buen nivel de vida y estaba muy interesado en el negocio inmobiliario, llegando a ganar $ 10 000 a la semana.
En 1934 marcó otro hito en la historia del cine al protagonizar (dentro de la película The Cat and the Fiddle) la primera escena de acción real de la historia del cine rodada en Technicolor de tres tiras. Ya había rodado algunas escenas en el antiguo Technicolor de dos tiras dentro de Ben-Hur. Al terminar su contrato con MGM en 1935, el caché de Ramón Novarro empezó a decaer, ya que se negó a poner su vida en manos de Hollywood, pues los productores y publicistas querían que Novarro contrajera matrimonio para empezar a callar los rumores acerca de su empedernida soltería. Trabajó esporádicamente en películas de serie B y también probó suerte en Broadway. Su último papel en el cine fue en El pistolero de Cheyenne (1960), junto a Anthony Quinn y Sophia Loren. 

## Vida personal
Novarro tuvo muchos conflictos morales por su condición de homosexual y católico, que le llevaron al alcoholismo. Hay rumores de que la MGM intentó empujar a Novarro a un matrimonio lavanda ("lavender marriage" en inglés, matrimonio de conveniencia para lavar la imagen pública de un homosexual), lo cual rechazó. Sin embargo hay quienes —incluyendo al biógrafo de Novarro, André Soares— niegan que haya existido tal coerción.
Algunos afirman que Novarro tuvo una relación con Rodolfo Valentino, a pesar de que Novarro afirmó que apenas se conocían. Hollywood Babylon cuenta la historia de que Valentino le habría regalado a Novarro un consolador art déco, que fue encontrado metido en su garganta luego de ser asesinado; sin embargo, se cree que tal regalo nunca existió.

## Asesinato
Novarro recurría a los servicios de la prostitución masculina y murió asesinado por un joven que alternaba dicha actividad con la delincuencia, Paul Ferguson de 22 años de edad, y su hermano recién salido del reformatorio, Thomas Ferguson de 17 años. Ellos creían que Novarro guardaba una cuantiosa suma de dinero en la vivienda porque días antes había alardeado de que iba a hacer unas obras de 5.000 dólares en el salón de su casa. Los jóvenes ladrones no encontraron el dinero que esperaban, y Paul, boxeador aficionado, tras maniatarlo con un cable, torturó y golpeó a Novarro hasta dejarle desfigurado para después desvalijar la casa, de donde solo robaron 45 dólares, mientras Novarro moría asfixiado con su propia sangre. En el espejo del baño apareció escrito: «Las chicas son mejores que los maricas». Pretextaron en el juicio que el actor les había propuesto relaciones sexuales, y querían mostrarlo como un pervertido. Fueron condenados a cadena perpetua. El actor está enterrado en el cementerio Calvary en Los Ángeles.

## Legado
Novarro tiene su estrella en el paseo de la fama de Hollywood, conmemorando su contribución a la industria fílmica en el 6350 del Hollywood Boulevard. 
A finales de 2005 el Wings Theatre en la ciudad de Nueva York fue sede de la premier mundial de Through a Naked Lens por George Barthel. La obra combinó hechos y ficción para mostrar la ascensión a la fama de Novarro y su relación con el periodista hollywoodiense Herbert Howe.

## Filmografía

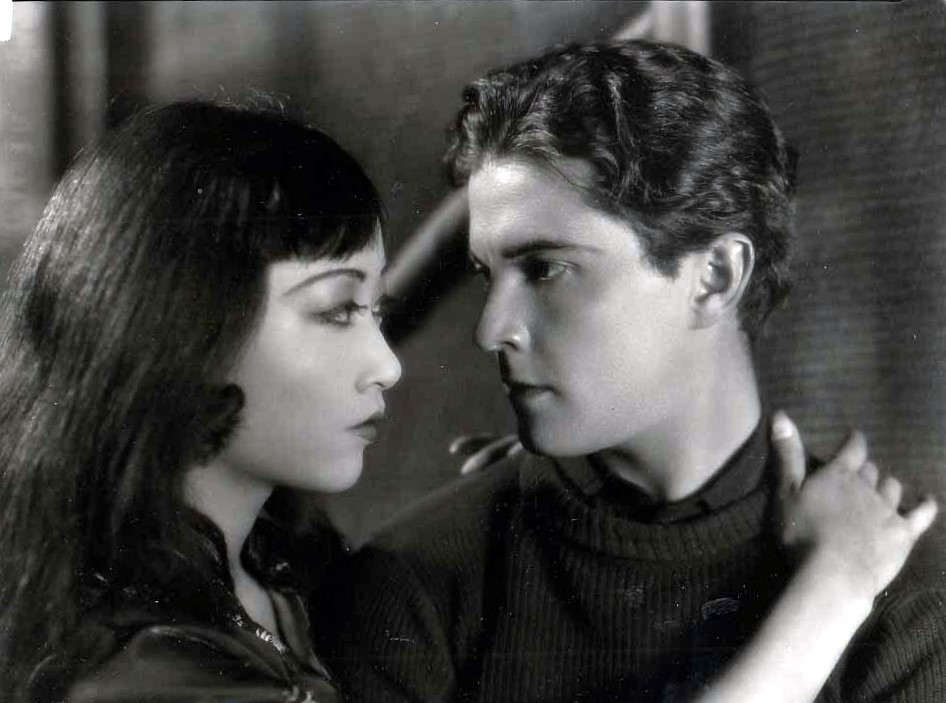
Con Anna May Wong, en Across to Singapore (1928).

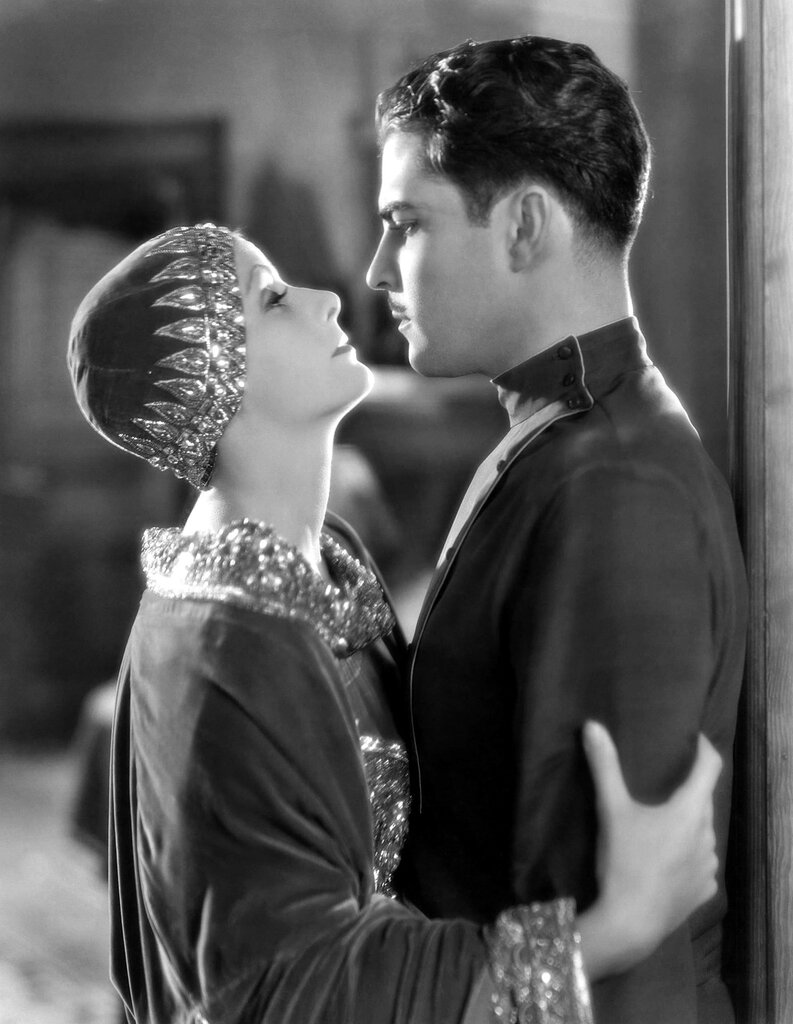
Con Greta Garbo, en Mata Hari (1931).

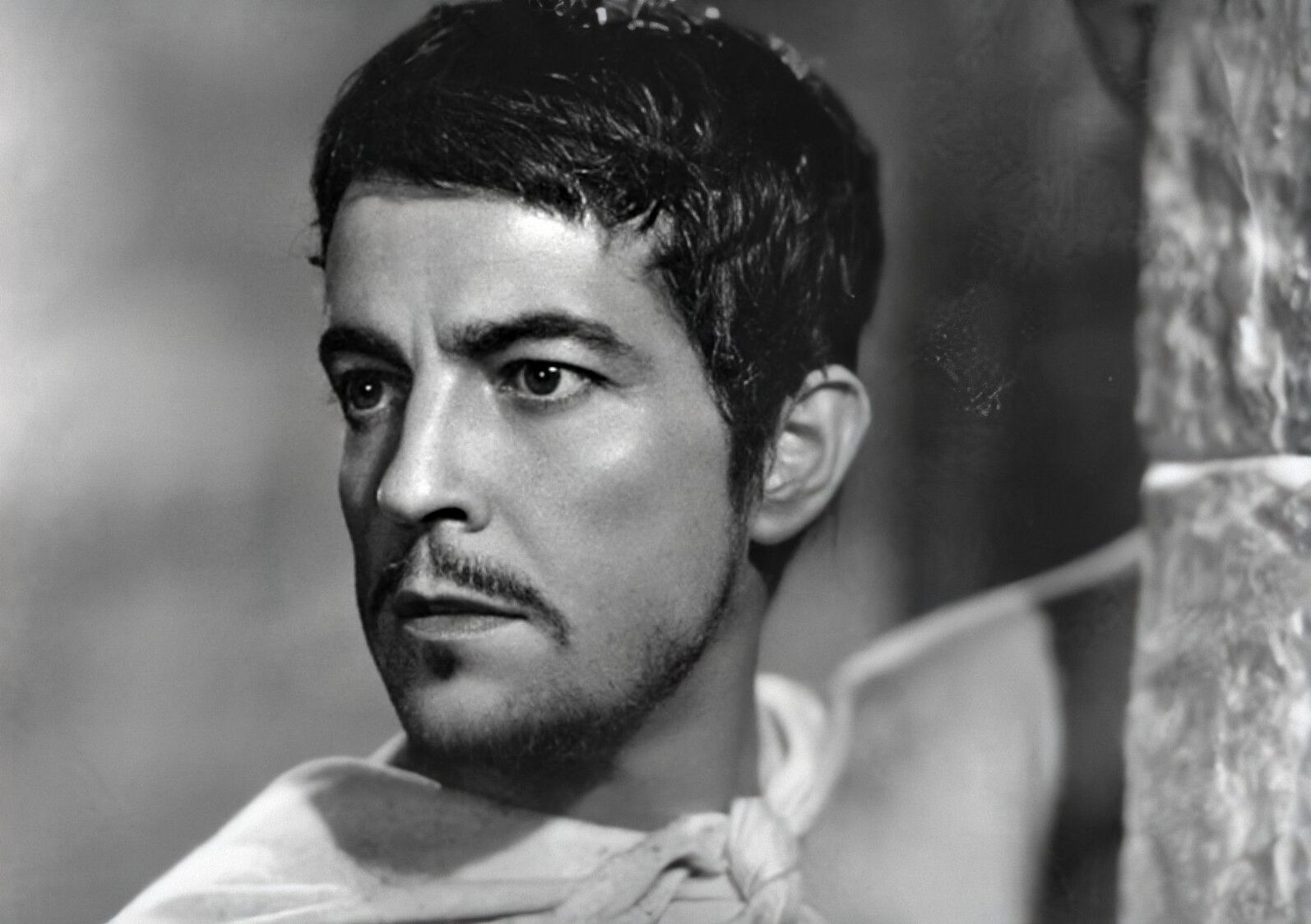
Caracterizado como Juan Diego Cuauhtlatoatzin, en La virgen que forjó una patria (1942).

### Cine
Actor
- 1916 - Joan the woman (EUA)
- 1917 - The jaguar claw´s (EUA)
- 1917 - The little american (EUA)
- 1917 - The hostage (EUA)
- 1917 - The woman God forgot (EUA)
- 1918 - The goat (EUA)
- 1920 - Los cuatro jinetes del Apocalipsis
- 1921 - A small town idol (EUA)
- 1921 - The concert (EUA)
- 1921 - Man-woman marriage (EUA)
- 1922 - Mr. Barnes of New York (EUA)
- 1922 - Trifling women (EUA)
- 1922 - The prisoner of Zenda /El prisionero de Zenda (EUA)
- 1923 - Where the pavement ends /Donde termina el asfalto (EUA)
- 1923 - Scaramouche (EUA)
- 1924 - Thy name is women (EUA)
- 1924 - The arab /El árabe (EUA)
- 1924 - The red Lily (EUA)
- 1925 - A lover´s oath /The rubaivat of Omar Khayyam (EUA)
- 1925 - The midshipman (EUA)
- 1925 - Ben-Hur: A tale of the Christ (EUA)
- 1927 - The student prince in old Heidelberg /Old Heidelberg /The student prince (EUA)
- 1927 - Lovers? (EUA)
- 1927 - The road to romance /Romance (EUA)
- 1928 - A certain young man (EUA)
- 1928 - Forbidden hours (EUA)
- 1928 - Across to Singapore/ Across the Singapore (EUA)
- 1928 - The flying fleet (EUA)
- 1929 - Devil may-care (EUA)
- 1929 - The pagan (EUA)
- 1929 - In gay Madrid /En la casa de la Troya (EUA)
- 1930 - Call of the flesh /Sevilla de mis amores /La sevillana (EUA, en español)
- 1930 - Call of the flesh /Le chanteur de Séville (EUA, en francés)
- 1930 - Call of the flesh /The singer from Seville  (EUA, en inglés)
- 1931 - Daybreak /El nuevo día (EUA)
- 1931 - Son of India /El hijo de la India (EUA)
- 1931 - Mata Hari (EUA)
- 1931 - The Christmas party /A Christmas story (EUA)
- 1931 - Wir schalten um auf Hollywood (EUA)
- 1932 - Huddle /The impossible lover /Juventud triunfante (EUA)
- 1932 - The Son-Daughter /Canción del Oriente (EUA)
- 1933 - The barbarian /Man of the Nile /A night in Cairo /El árabe /Una noche en el Cairo (EUA)
- 1934 - The cat and the fiddle /El gato y el violín (EUA)
- 1934 - Laughing boy /Raza de bronce (EUA)
- 1935 - The Night Is Young /La noche es azul (EUA)
- 1937 - The sheik steps out /La novia del jeque (EUA)
- 1938 - A desperate adventure /It happened in Paris (EUA)
- 1940 - La comédie du bonheur /Ecco la felicitá /La comedia de la felicidad (Italia, Francia)
- 1942 - La virgen que forjó una patria (México)
- 1949 - We Were Strangers /Rompiendo las cadenas /Éramos desconocidos (EUA)
- 1949 - The big steal (EUA)
- 1950 - Crisis (EUA)
- 1950 - The outriders (EUA)
- 1960 - Heller in pink tights /El pistolero de Cheyenne /Su pecado fue jugar (EUA)

Director
- 1930 - Call of the flesh /Sevilla de mis amores (EUA, en español)
- 1930 - Call of the flesh /Le chanteur de Séville (EUA, en francés)
- 1936 - Contra la corriente (EUA, en español)

Codirector
- 1930 - Call of the flesh /The singer from Seville  (EUA, en inglés)

Productor
- 1936 - Contra la corriente (EUA, en español)

Argumentista
- 1936 - Contra la corriente (EUA, en español)

### Televisión
- 1950-1952 - The Ken Murray Show /The Ken Murray Budweiser Hour (EUA) [Episodio: #3.22 (02.Feb.1952)]
- 1954-1992 - Disneyland /Walt Disney's Wonderful World of Color (EUA) [Episodios: "Lawman or Gunman" (28.Nov.1958) y "Law and Order, Incorporated" (12.Dic.1958)]
- 1960-1962 - Thriller (EUA) [Episodio: "La Strega" (15.Ene.1962)]
- 1959-1965 - Rawhide /Cuero duro (EUA) [Episodio: "Canliss" (30.Oct.1964)]
- 1961-1966 - Dr. Kildare /Doctor Kildare (EUA) [Episodios: "Rome Will Never Leave You", Parte 1, 2 y 3 (12, 19 & 26.Nov.1964)]
- 1962-1967 - Combat! /Hazañas Bélicas (EUA) [Episodios: "Silver Service" (13.Oct.1964) y "Finest Hour" (21.Dic.1965)]
- 1959-1973 - Bonanza (EUA) [Episodio: "The Brass Box" (26.Sept.1965)]
- 1965-1969 - The Wild Wild West /Jim West (EUA) [Episodio: "The Night of the Assassin" (22.Sept.1967)]
- 1967-1971 - The High Chaparral /El Gran Chaparral (EUA) [Episodio: "A Joyful Noise" (24.Mar.1968)]

## Trabajos citados
- Ellenberger, Allan R.; Ballerini, Edoardo (2005). The Valentino Mystique: The Death And Afterlife Of The Silent Film Idol. McFarland. ISBN 0-7864-1950-4.